# Mikaela Engell
Mikaela Engell (* 4. Oktober 1956 in Kopenhagen) ist eine dänische Beamtin. Sie war vom 1. April 2011 bis zum 30. April 2022 Reichsombudsfrau Grönlands.

## Leben
Mikaela Engell schloss 1983 ein Studium in Dänisch und Eskimologie an der Universität Kopenhagen als cand.mag. ab. Anschließend war sie von 1984 bis 1993 Dozentin für Dolmetschen und Übersetzen am Ilinniarfissuaq und an der Niuernermik Ilinniarfik in Grönlands Hauptstadt Nuuk. Von 1993 bis 1995 war sie im grönländischen Ministerium für Gesundheit und Umwelt im Bereich Information und Prävention angestellt. Danach war sie bis 1999 Ministersekretärin am selben Ministerium. Von 1999 bis 2001 war sie Bürochefin im grönländischen Direktorat für Äußeres. 2001 wurde sie zur kommissarischen Direktorin ernannt, bevor sie das Amt 2003 fest übernahm. 2005 wurde sie Chefberaterin für grönländische und arktische Angelegenheiten im dänischen Außenministerium. Am 1. April 2011 übernahm sie als erste Frau die Reichsombudsschaft in Grönland. Zum 30. April 2022 wurde sie pensioniert.
Mikaela Engell war mit einem Grönländer verheiratet, mit dem sie vier Kinder bekam, die sie nach der Scheidung alleine großzog. Am 1. Januar 2013 wurde sie zur Ritterin des Dannebrogordens ernannt.